# Fourme d'Yssingeaux
Fourme d'Yssingeaux désigne un fromage français à base de lait de vache, fabriqué dans le secteur d'Yssingeaux, sous-préfecture de la Haute-Loire.
Cette appellation n'est pas protégée.

## Présentation
La fourme d'Yssingeaux, un fromage au lait de vache à pâte persillée, est étroitement liée à sa cousine, la fourme d'Ambert. Son goût terroir provient de la même tradition. 

## Méthode d'obtention
La méthode d'obtention de cette fourme  est libre et non formalisée. L'affinage dure au minimum 21 jours.

## Accompagnement
C'est un excellent accompagnement pour enrichir les sauces à la crème utilisées dans les plats de pâtes, de gnocchis ou de polenta. Il peut également apporter une touche de délice aux salades, et s'harmonise parfaitement lorsqu'il est fondu sur des poires ou des figues. Avant de le servir, il est recommandé de le laisser atteindre la température ambiante. Il peut se consommer avec un vin blanc coteaux-du-layon ou de rivesaltes.